# Ольжині читання
«Ольжині читання» (рус. Ольгины чтения) — периодическое научное издание Львовской галереи искусств. Посвящено междисциплинарным исследованиям Древней Руси и Украины. Выходит с октября 2005 г., периодичность — один номер в год. Ответственный редактор — академик Украинской академии искусств Б. Г. Возницкий. Научный редактор И. З. Мыцько. Редакция находится во Львове.

## История
Сборник создан в 2005 г. украинскими медиевистами с целью соединить в одном издании материалы исследований Древней Руси и Украины ученых разных профилей: искусствоведов, историков, фольклористов, историков архитектуры,  археологов и представителей других специальностей для комплексного изучения проблем «на стыке» дисциплин. С 2001 г. редколлегия журнала ежегодно, проводит международную научную конференцию «Ольжині читання», на которой действует практика обсуждения представленных для публикации материалов за «круглым столом».
Название конференции и одноименного журнала учредители связали с именем равноапостольной княгини Ольги, родиной которой по новейшим исследованиям был прикарпатский летописный град Плиснеск. В связи с этим, в обсуждениях конференции и публикацях журнала уделяется внимание религии и истории начального периода Киевского государства, взаимосвязям древнейшего исторического фольклора славян, народов Скандинавии и Германии.
Редакция заинтересована в междисциплинарном изучении Плиснеска - одного из самых больших градов Славянщины IX-XIII веков и его окрестностей: Пидгорец, Олеска и Золочева с их средневековыми замками (теперь филиалами Львовской галереи искусств).

## Сборники
- Конференція «Ольжині читання». Пліснеськ. 10 жовтня 2005 року. - Львів, 2006 (недоступная ссылка)
- Другі «Ольжині читання». Пліснеськ-Львів. 14-15 червня 2007 року. - Львів, 2007 (недоступная ссылка)
- Треті «Ольжині читання». Пліснеськ. 31 травня 2008 року. - Львів, 2009 (недоступная ссылка)
- Четверті «Ольжині читання». Пліснеськ. 16 травня 2009 року. - Львів, 2010 (недоступная ссылка)
- П'яті «Ольжині читання». Пліснеськ. 7 травня 2010 року. - Львів - Броди, 2011 (недоступная ссылка)

## Авторы и публикации
- Бокало, Игорь. Национальный университет "Львовская политехника"

- Посвящение древних храмов Плиснеска княжеского периода (К распространению культа святого архангела Михаила в древней Украине).- 2007.- С.69-73.
- Древняя топонимика подльвовского Камянополя.- 2010.- С.38-42.
- Киевская Святоильинская церковь на миниатюре Радзивилловской летописи.- 2011.- С.29-34.
- Возницкий, Борис. Львовская галерея искусств

- Вступительное слово.- 2005.- С.1.
- Войтович, Леонтий. Институт украиноведения НАН Украины. Львов

- Русско-болгарские отношения у IX-X вв.- 2005.- С.42-47.
- Плиснеск, "Дебрь Кисаня" и проблема аутентичности "Слова о полку Игореве".- 2007.- С.74-78.
- "Баварский географ": проблемы идентификации славянских племен.- 2009.- С.3-14.
- Викинги в Центрально-Восточной Европе: Загадка Плиснеска.- 2010.- С.3-8.
- Этимология названия Русь, Раффельштеттенский таможенный статут и гипотеза о происхождении княгини Ольги из Плиснеска.- 2011.- С.13-18.
- Гелитович, Мария. Национальный музей во Львове им. А.Шептицкого

- Икона "Василий Великий крестит Землю Русьскую" из Флоринки (1620-1630-х гг.).- 2009.- С.61-63.
- Олесская "Богородица Одигитрия с Похвалой".- 2011.- С.88-89.
- Гронский, Йосып (*24.01.1902 +16.07.1984).

- Топонимика летописного Плиснеска.- 2005.- С.27-35.
- Гугля, Виктор. Национальный историко-культурный заповедник "Чигирин"

- Предания о княгине Ольге из села Суботова.- 2010.- С.25-28.
- Гудыма, Юрий. Львовский национальный университет им. И.Франко

- Клад арабских дирхемов из с. Йосыпивка.- 2005.- С.2-4.
- К вопросу об Олесской волости в XIV-XVI вв.- 2007.- С.74-78.
- Древний Олесский уезд в исследованиях 1930-х годов.- 2009.- С.73-77.
- Дыба, Юрий. Национальный университет "Львовская политехника"

- Христианское сакральное строительство Украины времен княгини Ольги.- 2005.- С.48-60.
- К вопросу о "венгерском наследии" на Прикарпатье (исторические, фольклорные, топонимические и архитектурные свидетельства).- 2009.- С.55-60.
- "Двоеверие" на Руси (Архитектурно-археологический взгляд на проблемы Khazaro-Slavica).- 2010.- С.9-16.
- Летописное Будятино (О месте рождения князя Владимира Святославича и расположение древнейшей церкви Пресвятой Богородици).- 2011.- С.23-28. Архивная копия от 9 марта 2014 на Wayback Machine
- Диденко, Елизавета. Львовская галерея искусств

- Ремесла древнего Плиснеска- 2005.- С.23-26.
- Из истории археологических исследований Плиснеска.- 2007.- С.59-62.
- Жеплинская, Оксана. Национальный музей во Львове им. А.Шептицкого

- Портрет игумена Пидгорецкого монастыря Парфения (Ломиковского) в собрании Национального музея во Львове имени Андрея Шептицкого.- 2010.- С.47-49.
- Жишкович, Владимир. Институт народоведения НАН Украины. Львов

- Образы святых равноапостольных княгини Ольги и князя Владимира в украинской сакральной живописи XVIII - начала XX веков.- 2009.- С.64-70.
- Икона "Николай Зарайский с житием" из Святоникольской церкви Золочева.- 2010.- С.50-54.
- Забашта, Ростислав. Институт фольклористики и искусствознания им. М.Рыльского НАН Украины. Киев

- Каменная баба из Панькивцив-Подкаменя. К вопросу скульптурного наследия тюрков в Галичине.- 2007.- С.63-68.
- Заклинский, Роман (*8.04.1851 +?)

- Объяснение одного темного места в "Слове о полку Игореве".- 2010.- С.55-64.
- Заяць, Орест. Институт украинской археографии и источниковедения им. М.Грушевского НАН Украины

- Княжна Рингалла - владелица Олесска.- 2009.- С.71-72.
- Зубашевский, Назарий. Львовский национальный университет им. И.Франко

- Данничество и полюдье в период Ольгиного княжения: причины, характер и динамика реформ.- 2010.- С.17-24.
- Становление системы скандинавских хусабъю и русьских погостов: Поиски исторических параллелей.- 2011.- С.19-22.
- Качур, Ирина. Львовская научная библиотека им. В.Стефаника НАН Украины

- Малоизизвестный французский источник о княгине Ольге.- 2007.- С.35-36.
- Жовква, Золочив, Олеско и Пидгирцы в мемуарах Франсуа-Поля Делерака (1680-е годы).- 2009.- С.78-81.
- Кольбух, Мария. Львовская научная библиотека им. В.Стефаника НАН Украины

- Агиографические материалы о св. Ольге у фондах отдела Львовской научной библиотеки им. В.Стефаника НАН Украины.- 2007.- С.37-40.
- Библиотека Пидгорецкого монастыря.- 2011.- С.78-87.
- Коструба, Теофиль (*26.05.1907 +06.03.1943)

- "Средневековая традиция" Плиснеско-Пидгорецкого монастыря.- 2010.- С.73-76.
- Ливох, Радослав. Археологический музей в Кракове. Польша

- Находки из раскопок Т. Земеньского в летописном Плиснеске.- 2010.- С.17-24.
- Клады Волыни и Галичины середины Х - середины XI веков.- 2011.- С.41-59.
- Мазур, Олег. Институт народоведения НАН Украины. Львов

- Плиснесские вельможи Ярбузовичи.- 2005.- С.36-41.
- Родственники, свита и сподвижники княгини Ольги.- 2007.- С.3-17.
- Властители Олег и Ольга в наративных источниках: Змеиные сюжеты.- 2009.- С.19-26.
- Мердух, Юрий. Львовская научная библиотека им. В.Стефаника НАН Украины

- К истории древнего Бужеска (Буська).- 2007.- С.44-52.
- Всеволод Владимирович - правнук княгини Ольги.- 2009.- С.47-54. 
- Мыцько, Игорь. Национальный университет "Острожская академия"

- Плиснеск - родина княгини Ольги.- 2005.- С.61-81.
- Родословная княгини Ольги за европейским эпосом.- 2007.- С.18-34.
- Святая Ольга в эпосе Украины.- 2009.- С.27-39.
- Плиснеский сюжет "Слова о полку Игореве".- 2010.- С.26-34.
- К истории распространения в Европе преданий о княгине Ольге.- 2011.- С.3-12.
- Украинско-чешские связи и история Подгорья X-XI веков.- 2011.- С.63-77.
- Пасичнык, Галина. Университет Дуизбург. Эссен. ФРГ

- Переработка легенды Ф.-К. Саломона о Чертовых скалах.- 2009.- С.40-42.
- Паславская, Алла. Львовский национальный университет им. И.Франко

- Исторический рассказ Йозефа Блюменфельда о Чертовой скале.- 2009.- С.43-46.
- Сидор, Олег. Институт народоведения НАН Украины. Львов

- Чудотворная пидгорецкая икона Богородицы Одигитрии на фоне художественных аспектов истории Пидгорецкого монастыря.- 2005.- С.82-87.
- Слободян, Васыль. Институт "Укрзападпроектреставрация, Львов"

- Церкви Золочева, Олесска и Пидгорец.- 2007.- С.84-92.
- Костелы Золочева, Олесска и Пидгорец.- 2009.- С.82-86.
- Спасская, Лариса. Львовская галерея искусств

- О тропаре Ольге в украинских старопечатных Анфологионах.- 2007.- С.41-43.
- Терский, Святослав. Львовский исторический музей

- Археологические материалы из Плиснеска в фондах Львовского исторического музея.- 2005.- С.16-22.
- Скандинавские археологические памятники на Волыни (X-XII вв.).- 2007.- С.53-58.
- Культурные влияния Великой Моравии на земли древней Украины (По археологическим материалам Галичины и Волыни).- 2009.- С.15-18.
- Начала Владимира.- 2010.- С.35-37.
- Волынские городища IX-XI в.: Историко-археологический комментарий.- 2011.- С.35-40.
- Чобит, Дмытро. Член национальных союзов писателей и краеведов Украины. Броды

- Древние пути Плиснеска и его округи.- 2010.- С.43-46.
- Галицко-Волынская граница XI-XIII в. в окрестностях Плиснеска.- 2011.- С.59-62. 
- Щурат, Васыль (*24.08.1871 +27.04.1948)

- Вид Плиснеска в "Слове о полку Игореве".- 2010.- С.65-72.
- К истории культа Шевченко в Галичине.- 2010.- С.76.